# Dick Strawbridge
Richard Francis Strawbridge, né le 3 septembre 1959 à Myanmar en Birmanie, est un lieutenant-colonel, membre de l'Ordre de l'Empire britannique.
Ingénieur, il est une personnalité de la télévision britannique. On fait souvent référence à lui comme le colonel Dick.

## Biographie

### Jeunes années
Strawbridge est le troisième des sept enfants de Jennifer et Georges Strawbridge, un ouvrier de l'industrie du pétrole au Moyen-Orient et Extrême-Orient.
Dick Strawbridge a grandi et a été éduqué à County Antrim en Irlande du Nord. Il étudie au lycée de Ballyclare de 1971 à 1976. Pour accomplir son ambition de devenir officier dans l'armée, il obtient un o-level. Strawbridge va à Welbeck Collège (comté de Leicestershire) en dernière année, avant d'intégrer l'Académie royale militaire de Sandhurst.

### Carrière militaire
Il rejoint le Royal Corps of Signals en 1980. Promu lieutenant en 1981 et capitaine en 1985, il devient  major en 1991.  
Il est nommé membre du l'Ordre de l'Empire britannique (MBE) en 1993 pour son service distingué en Irlande du Nord. Il est promu lieutenant-colonel en 1999 et quitte l'armée en 2001.

### Carrière télévisuelle
Dick Strauwbridge apparaît en tant qu'expert en ingénierie et en environnement dans divers programmes télévisés britanniques, notamment Scrapheap Challenge. Il apparaît également dans trois séries pour BBC Two et d'autres,.
Strawbridge joue également dans The Big Idea, programme dans lequel il teste des inventions amateurs, et il figure dans la courte série The Re-Inventors commandés par la chaîne numérique britannique UKTV History et diffusée pour la première fois sur le réseau britannique en décembre 2006 ;  chaque épisode met en vedette Strawbridge et son fils James reconstituant une invention d'importance historique, avec un budget de 500 £ et leur atelier mobile puis l’essaient dans la réalité.
Lui et sa famille filment des séries de It's Not Easy Being Green pour BBC Two. Dans la série 1, diffusée en mars 2006, la famille déménage dans une nouvelle maison à Tywardreath près de St Austell en Cornouailles et y tente de vivre une vie aussi verte que possible, en utilisant des énergies renouvelables et des ressources respectueuses de l'environnement. La deuxième série débutée au printemps 2007 avec un format différent : Strawbridge et son fils James aident plusieurs membres du public dans des projets écologiques à travers le pays.
Dans une série de Coast de juillet 2009, Strawbridge examine le terrain des plages du Débarquement en Normandie.
À l'été 2010, il apparaît dans Celebrity Masterchef, atteignant la finale.
Entre 2011 et 2012, Dick Strawbridge et son fils James filment une série en 20 épisodes, The Hungry Sailors, diffusée par ITV, dans laquelle ils naviguent autour des côtes britanniques en achetant des denrées locales puis en les cuisinant.
Tournée aux États-Unis en 2015, la série télévisée Dirty Rotten Survival pour National Geographic comprend une randonnée de 40 km à travers les montagnes du Berkshire, dans l'État américain du Massachusetts.

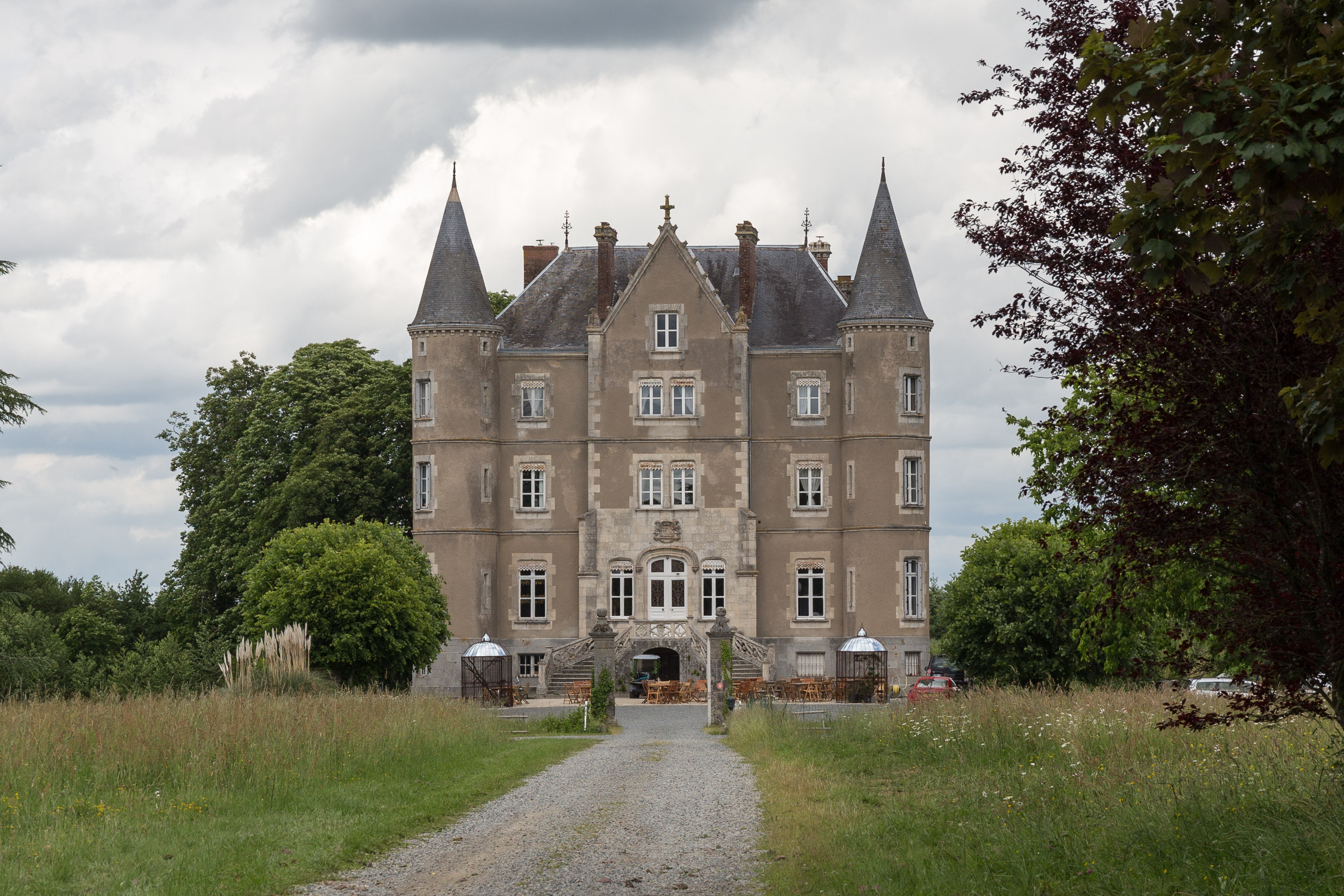
Château de la Motte-Husson à Martigné-sur-Mayenne (Mayenne)

Une série télévisée, appelée « Rénovation XXL : Bienvenue au Château » (Escape to the Chateau en version originale), est diffusée sur la chaîne britannique Channel Four et sur Chérie 25 en France ; elle est consacrée à la rénovation, à la mise aux normes et à la décoration du château de la Motte-Husson à Martigné-sur-Mayenne en France, que Dick et Angela Strawbridge achètent en 2015,,,. Ce programme télévisuel animé par les Strawbridge prend fin en décembre 2022.
En 2017, Dick Strawbridge co-présente Cabins in the Wild, un spectacle faisant suite à un concours mis en place par l'Office du tourisme gallois où des concurrents sont sélectionnés sur la base de leurs projets de construction de cabanes.
En 2018, Channel 4 diffuse une émission intitulée The Biggest Little Railway in the World qui documente une tentative visant à faire parcourir à un train miniature les 117 km de Great Glen Way entre Fort William et Inverness en Écosse ; Dick Strawbridge est le principal présentateur et l'ingénieur principal du projet.
Le programme Escape to the Chateau DIY, diffusé pour la première fois en 2018, suit Strawbridge et son épouse Angel alors qu'ils aident les expatriés propriétaires de châteaux à restaurer et redécorer leurs propriétés.
Fin 2022, le couple débute une nouvelle série intitulée Escape to the Chateau: Secret France, une co-entreprise de Two Rivers Media, Channel 4 et la propre société des Strawbridge Chateau TV, qui devait être diffusée en 2023, sur leur « nouveau voyage pour rechercher l'inattendu et l'extraordinaire et en découvrir davantage sur l'histoire de la France ». Cependant, Channel 4 annonce que la série prévue ne se poursuivrait pas, et la société de production Two Rivers Media déclare également qu'elle « ne travaillerait plus avec Dick et Angel », à la suite de la fuite d'un enregistrement audio d'Angel qui aurait injurié un membre de l'équipe, ce que les Strauwbridge relativisent.

### Vie privée
Dick Strawbridge épouse Brigit A. Weiner en 1982, avec qui il a deux enfants. Le couple se sépare en 2010.  
Il a deux autres enfants, Arthur et Dorothy, avec Angela Newman (née le 7 avril 1978, connue sous le nom d'Angel Adoree), fondatrice d'une entreprise hôtelière appelée The Vintage Patisserie, qu'il épouse en novembre 2015. Elle avait fondé l'entreprise Vintage à Londres environ 10 ans plus tôt, qui est transférée au château du couple, de la Motte-Husson, dans la région des Pays de la Loire en France.
Strawbridge reçoit un doctorat honoris causa en sciences de l'Université de Plymouth en 2010.
Dick avec son fils James Strawbridge sont les auteurs de Preserves, un livre de la série « Made at Home », publié par Mitchell Beazley en 2012.